# Bettendorf (Iowa)
Pour les articles homonymes, voir Bettendorf.
Bettendorf est une ville du comté de Scott, dans l’État de l'Iowa, aux États-Unis. Avec une population de 33 317 habitants, en 2010, Bettendorf est la 15e plus grande ville de l’État de l’Iowa et la plus petite ville des Quad Cities, constitués par les villes de Bettendorf et de Davenport dans l’Iowa, et par les villes de Moline, East Moline et Rock Island dans l’Illinois. La population des Quad Cities est d'environ 382 630 habitants. En 2011, Bettendorf a été nommée la 95e meilleure ville des États-Unis par CNNMoney.

## Histoire
Historiquement, le lieu où la ville de Bettendorf s'est développée se situe dans le territoire du Wisconsin qui fut acheté par le gouvernement fédéral américain en 1832 aux tribus indiennes Sauk et Fox, après leur victoire durant la guerre de Black Hawk. Les premiers colons blancs s’installèrent dans un village nommé Lilienthal, appellation commémorant l'existence d'une ancienne taverne. Le village de Gilbert s’est développé à côté de celui de Lilienthal, portant le nom d’Elias Gilbert, l’un des premiers colons. À cette époque, les résidents étaient principalement des immigrants allemands travaillant comme agriculteurs, ouvriers et propriétaires de petites entreprises. Les deux villages ont finalement fusionné pour devenir la ville de Gilbert.
Vers 1900, William et Joseph Bettendorf se virent offrir une grande parcelle de terrain au bord du fleuve à la condition qu’ils relocalisent leur entreprise ferroviaire de la ville voisine Davenport à Gilbert. En 1903, la ville, qui comptait alors 440 habitants, lança une pétition afin de changer son nom en l’honneur de celui des deux frères, dont l’industrie avait largement contribué au développement primitif de la ville. 
À la fin des années 1940, un site proche de Bettendorf, connu sous le nom de Riverdale, fut choisi par la Aluminium Company of America (ALCOA) pour accueillir la plus grande installation industrielle au monde consacrée à l’aluminium. Cette nouvelle industrie provoqua une croissance démographique sans précédent à Bettendorf qui perdure encore de nos jours.
Les premiers casinos bateau-mouche aux États-Unis ont été lancés à Bettendorf le 1er avril 1991, par un homme d’affaires local, Bernard Goldstein. Il a continué par fonder les casinos de l'ile de Capri. Lui et sa famille dirigèrent également Alter Companies, une entreprise de ferraille, ainsi qu'un service de remorquage de barges, opérant sur la rivière. Le “Quad Cities Waterfront Convention Center” a été inauguré par l'ouverture au public du casino et de l’hôtel en 2009, détenus par la municipalité et dirigés depuis l’île de Capri,. 
À partir de 2012, de nombreux bâtiments du centre-ville de Bettendorf sont démolis pour faire place au nouveau pont de l'Interstate 74, dont la construction débutée en 2018 a été complétée en 2021.

## Démographie
Selon le Bureau du recensement des États-Unis, la ville a une superficie totale de 57,8 km2 (54,96 km2 de terres et 2,95 km2 composés de plans d'eau).

### Recensement de 2010
Selon le recensement de 2010, il y avait 33 217 personnes, regroupés en 13 681 ménages et formant  9 225 familles résidant dans la ville. La densité de population était 604,4 hab./km2. Il y avait 14 437 foyers avec une densité moyenne de 262,7 hab./km2. La ville était composée à 91,9 % de Blancs, 2,2 % d'Afro-Américains, 0,2 % d'Amérindiens, 3,1 % d'Asiatiques, 0,1 % d'insulaires du Pacifique, 0,7 % d’autres races, et de 1,8 % de deux races ou plus. Hispaniques ou latinos d'origines diverses composaient 3,6 % de la population.
Parmi les ménages, 33 % avaient des enfants de moins de 18 ans vivant avec eux, 55,7 % étaient des couples mariés vivant ensemble, 8,4 % appartenaient à des femmes, 3,3 % appartenaient à des hommes, et 32,6 % étaient des non-familles. 28,2 % des ménages étaient constitués de personnes seules et 11,5 % avaient quelqu’un vivant seul qui avait au moins 65 ans. La taille moyenne des ménages était de 2,42 personnes et la taille moyenne d'une famille était de 2,97 personnes.
L’âge médian de la population de la ville était de 40,7 ans. 25,5 % des résidents étaient âgés de moins de 18 ans ; 5,9 % étaient âgés entre 18 et 24 ans ; 24,6 % étaient âgés entre 25 et 44 ans ; 29,2 % étaient âgés entre 45 et 64 ans ; et 14,8 %, âgés de plus de 65 ans. La composition par sexe de la population de la ville était de 48,6 % d’hommes et 51,4 % de femmes.